# Gustaf Ullman

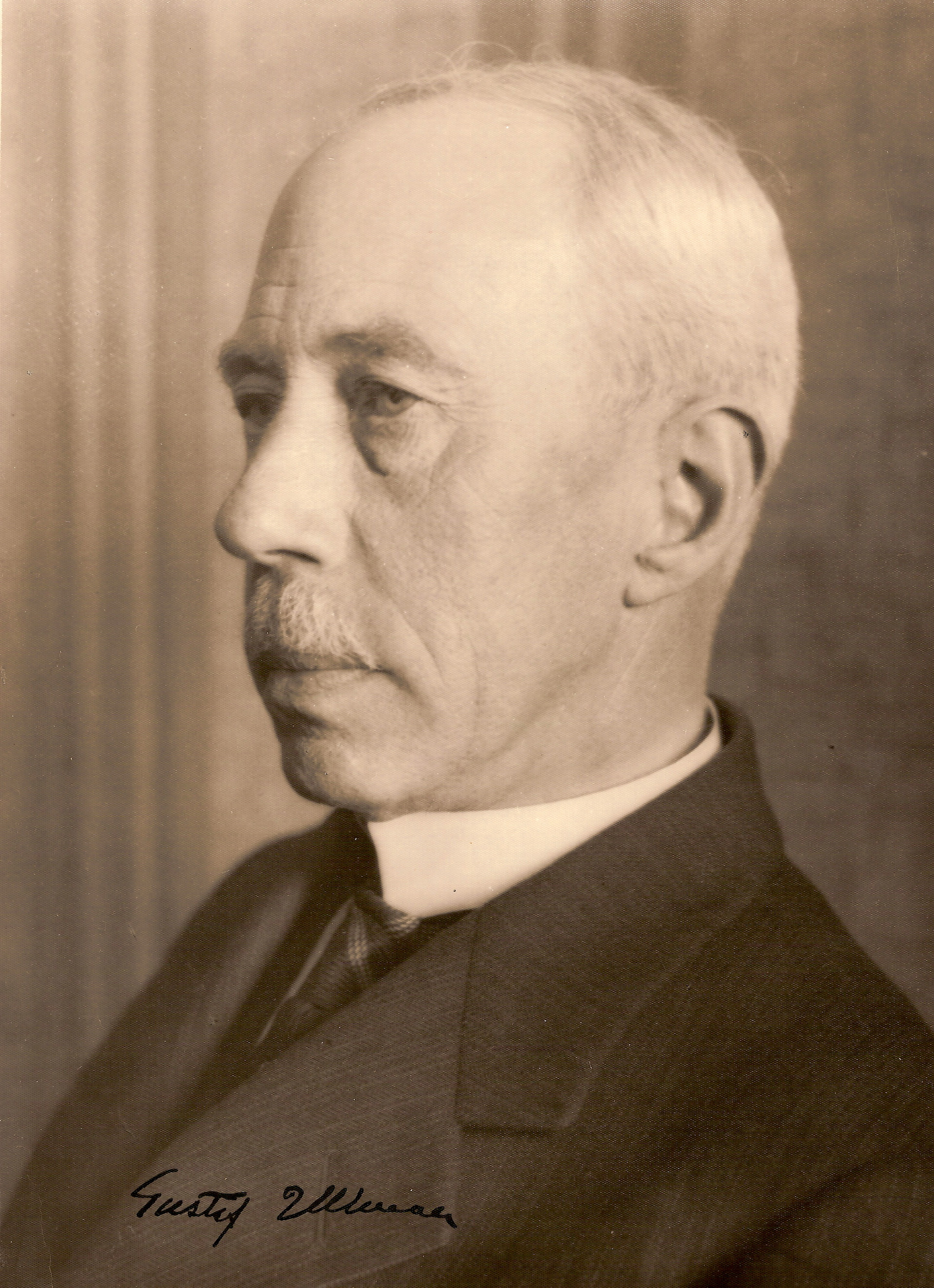
Porträt Gustaf Ullmans mit Signatur

Gustaf Ullman (* 1881; † 20. Januar 1945) war ein schwedischer Schriftsteller und Lyriker.

## Leben
Gustaf Ullman war der Bruder des Malers Sigfrid Ullman und Neffe des Bischofs Uddo Lechard Ullman.
Er war stets eng mit seiner Heimat um Varberg verbunden. Dies zeigt sich in der 1903 erschienenen Gedichtsammlung Västkust („Westküste“), in der seine Poesie Landschaftsbilder Hallands und Bohusläns malt. Ullmans Statue, erschaffen von seiner Schwägerin Nanna Ullman, wurde Ende der 1940er Jahre auf der Varberger Strandpromenade, nördlich der Festung Varberg, aufgestellt.

## Werke
| - Till damerna, 1901 - Västkust, 1903 - Ungt folk, 1904 - Caprifol, 1905 - Fast mark, 1905 - Västkustens målare, 1905 - Tord och andra historier, 1906 - Ett sjukbesök, 1906 - Präster, 1907 - Ledigs Algot, 1907 - Rymlingen, 1907 - Traditionen, 1907 - Ungdom, 1908 - En flickas ära, 1909 - I kappa och krage och Hjärterknekt, 1909 - Sagor om hjärtat, 1910 - Sångarbikt, 1910 | - Elin Krampa och andra berättelser, 1912 - Godheten själf och andra berättelser, 1912 - När kärleken hämnas, 1912 - Kärlek, 1913 - Obotliga – och andra, 1914 - Ur lifvets visor, 1915 - Det stulna porträttet och annat, 1916 - Dan Wolles ungdom, 1917 - Fröken Klåfinger, 1917 - Båssman och andra historier, 1918 - Majorens minnen, 1918 - Silverljuset, 1918 - Svedda vingar, 1919 - Den onde och flickan och andra historier, 1920 - Rosor och järnek, 1921 - Lekom fagert..., 1922 - Valda dikter, 1922 | - Krutflaggan, 1923 - Farmor vill det, 1924 - Sång och syn, 1924 - Collberg junior, 1925 - Havets gåva, 1925 - De goda minnena, 1926 - En svensk flicka, 1927 - Skolresan, 1928 - Kärlekens sommar, 1929 - Den farliga gåvan, 1930 - Syster Beda, 1933 - Lilla Ellens bolsjevik, 1934 - Rast och vandring, 1935 - Sagan om prinsessan och vallgossen, 1936 - Blodsdrömmen, 1938 - Kerstin Thotts ring, 1941 - Gustaf Ullman, 1964 |

## Preise und Auszeichnungen
- Großer Preis der Neun, 1924

| Personendaten    | Personendaten                           |
| ---------------- | --------------------------------------- |
| NAME             | Ullman, Gustaf                          |
| KURZBESCHREIBUNG | schwedischer Schriftsteller und Lyriker |
| GEBURTSDATUM     | 1881                                    |
| STERBEDATUM      | 20. Januar 1945                         |